# Open Mind
Open Mind (al español Mente Abierta, carátula Archivado el 19 de enero de 2019 en Wayback Machine.) es un álbum del violinista de jazz fusión Jean-Luc Ponty. Grabado en 1984 y lanzado el mismo año bajo el sello Atlantic Records. Ponty graba casi todas las canciones con un violín Barcus-Berry, y por primera vez un prototipo de violín electrónico Zeta de cinco cuerdas.

## Lista de canciones
1. "Open Mind" – 8:05
2. "Solitude" – 6:05
3. "Watching Birds" – 4:57
4. "Modern Times Blues" – 7:17
5. "Orbital Encounters" – 5:14
6. "Intuition" – 7:40

## Personal
- Jean-Luc Ponty – violín Barcus-Berry, violín electrónico, sintetizador, ritmos computacionales

También colaboran en el álbum:
- Chick Corea – piano, sintetizador
- George Benson – guitarra
- Casey Scheuerell – batería, tabla
- Rayford Griffin – batería

- Datos: Q7096142